# Viktor Carëv
Viktor Grigor'evič Carëv (in russo Виктор Григорьевич Царёв?; Mosca, 2 giugno 1931 – Mosca, 2 gennaio 2017) è stato un calciatore e allenatore di calcio sovietico, dal 1991 russo. Campione europeo con la Nazionale sovietica nel 1960.

## Carriera

### Club
Giocò durante tutto il corso della sua carriera in un solo club, la Dinamo Mosca, con la quale mancò di poco il traguardo delle 300 partite, vincendovi quattro campionati sovietici ed essendone il capitano per 189 partite, record di partite giocate da capitano per la società sovietica.

### Nazionale
Con la nazionale di calcio dell'Unione Sovietica vinse il campionato d'Europa 1960, accumulando dodici presenze nel corso della sua carriera internazionale, partecipando anche al mondiale di Svezia 1958.

### Allenatore
Dopo il ritiro allenò l'Unione Sovietica under 18 prima da vice e successivamente da commissario tecnico; nel 1979 guidò la Dinamo Mosca. Dal 1975 al 1982 è il direttore sportivo della scuola calcio della Dinamo Mosca.

## Palmarès

### Giocatore

#### Club

##### Competizioni nazionali
- Campionato sovietico: 4

Dinamo Mosca: 1955, 1957, 1959, 1963

#### Nazionale
- Campionato d'Europa: 1

1960